# Lorenzo Zúñiga Ocaña
Lorenzo Zúñiga Ocaña (14 de enero de 1976) es un exfutbolista español. Pasó por distintos equipos modestos del fútbol español hasta retirarse en 2013 en el C. D. El Palo. Su hijo, Lorenzo Zúñiga Owono ha debutado en el Málaga C. F..

## Clubes

### Clubes
| Club              | País   | Año       |
| ----------------- | ------ | --------- |
| Barcelona C       | España | 1995-1996 |
| Málaga B          | España | 1996-1997 |
| Guadix CF         | España | 1997-1998 |
| Málaga B          | España | 1998-1999 |
| CD Linares        | España | 1999-2000 |
| Elche CF (cesión) | España | 2000      |
| CD Linares        | España | 2000-2001 |
| AD Mar Menor      | España | 2001-2002 |
| CD Corralejo      | España | 2002-2005 |
| RC Portuense      | España | 2005-2007 |
| Granada CF        | España | 2007-2009 |
| UD Melilla        | España | 2009-2010 |
| Antequera CF      | España | 2010      |
| Vélez CF          | España | 2010-2011 |
| CD El Palo        | España | 2011-2014 |